# Constituția Slovaciei
Constituția Slovaciei (Slovacă: Ústava Slovenskej republiky) este legea fundamentală a Republicii Slovace.

## Istorie
În iulie 1992, Slovacia, condusă de premierul Vladimír Mečiar, își declară independența. Constituția Slovaciei a fost votată de Consiliul Național Slovac, pe 1 septembrie 1992, și a fost semnată pe 3 septembrie 1992, în Sala Cavalerilor din Castelul Bratislava. Constituția a intrat în vigoare pe 1 octombrie 1992.
Votarea constituției este sărbătorită în fiecare an, pe 1 septembrie, de Ziua Constituției.

## Structura
Constituția Slovaciei este împărțită într-un preambul și zece părți, majoritatea împărțite in mau multe capitole. Constituția are, în total 156 de articole. O întreagă secțiune este dedicată drepturilor omului în materie de mediu și garanțiilor acestora; în plus, se declară că economia țării este orientată social și ecologic.

## Amendamente
Pentru a aduce completări sau amendamente constituției slovace, este nevoie de trei cincimi din voturile exprimate în Parlament. Până acum, constituția Slovaciei a fost amendată de cinci ori: câte o dată în 1998,1999 și 2001 și de două ori în 2004, după aderarea țării la Uniunea Europeană.
Primul amendament, votat la 14 iulie 1998, prevedea ca președintele țării să fie votat la sugestia a cel puțin 8 membri ai Parlamentului. De asemenea, unele atribuții ale președintelui au fost transferate președintelui Parlamentului.
Al doilea amendament, introdus la 14 ianuarie 1999, prevede ca președintele să nu mai fie ales de Parlament, ci prin vot popular.
Al treilea amendament, votat la 23 februarie 2001, aduce modificări legii electorale și introduce instituția avocatului poporului. De asemenea, judecători nu mai sunt numiți de Parlament, ci de președinte. Acest amendament este cel mai important de până acum și este legat de aderarea Slovaciei la Uniunea Europeană.
Al patrulea amendament, votat la 4 martie 2004, aduce schimbări minore Constituției.
Al cincilea amendament, adoptat la 14 mai 2004, este legat de alegerile pentru Parlamentul European.